# Gele rombout
De gele rombout (Gomphus simillimus) is een echte libel uit de familie van de rombouten (Gomphidae).
De wetenschappelijke naam van de soort werd in 1785 gepubliceerd door Edmond de Selys Longchamps. De Nederlandstalige naam is ontleend aan Libellen van Europa.

## Synoniemen
- Gomphus zebratus Rambur, 1842